# Göteborgs konstmuseum

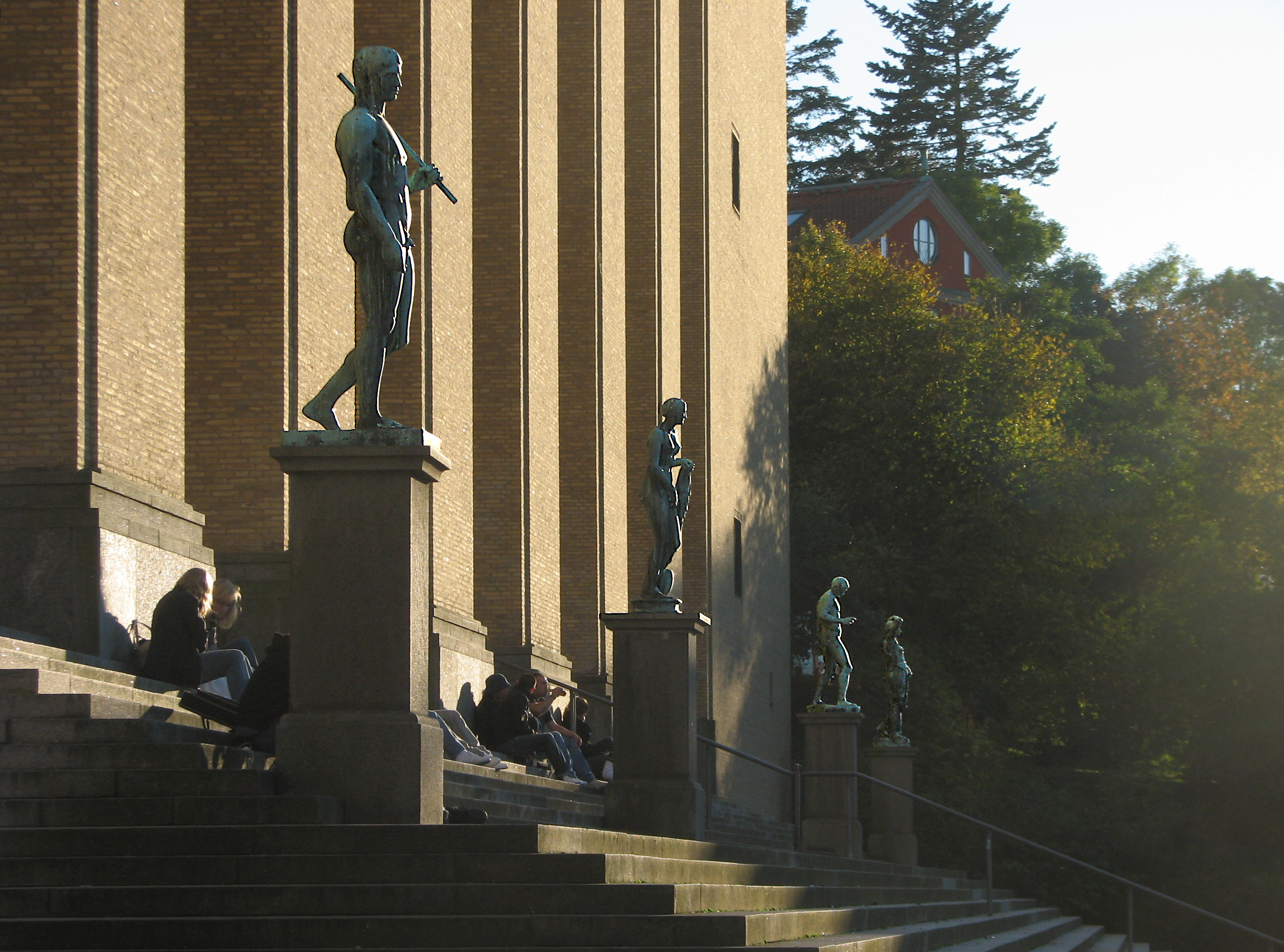
Schody do muzeum z kopiami dzieł antycznych rzeźbiarzy

Göteborgs konstmuseum (pol. Muzeum Sztuki w Göteborgu) – jedno z ważniejszych muzeów gromadzących sztukę nordycką w Szwecji.
Muzeum, którego zbiory powstały głównie w wyniku darów mieszkańców Göteborga, posiada kolekcje datowane od XV wieku do czasów współczesnych. W gromadzeniu zbiorów kładziony jest nacisk na sztukę nordycką, jednak w zbiorach są także dawne dzieła holenderskie i francuskie, m.in. Rembrandta, Vincenta van Gogha, Claude Moneta, Pablo Picasso, a także Andy Warhola.
W zbiorach sztuki skandynawskiej, które są jednymi z wiodących w Europie w sztuce nordyckiej z XVIII, XIX i XX wieku znajdują się dzieła m.in. Pera Kraffta, Carla Hilla, Ernsta Josephsona, Carla Larssona, Pedera Severina Krøyera, Andersa Zorna.
Muzeum zlokalizowane jest przy Götaplatsen. Budynek projektu architekta Sigfrida Ericsona wybudowano w 1923 w stylu nordyckiego klasycyzmu z tzw. żółtej "göteborskiej cegły". Muzeum stanowi reprezentacyjne zwieńczenie alei Kungsportsavenyn.